# Tinodes kimminsi
Tinodes kimminsi är en nattsländeart som beskrevs av Sykora 1962. Tinodes kimminsi ingår i släktet Tinodes och familjen tunnelnattsländor. Inga underarter finns listade i Catalogue of Life.

## Bildgalleri

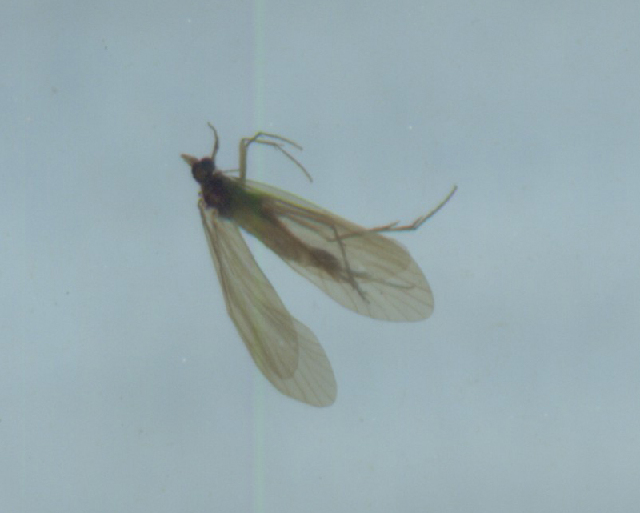